# Алькатрас (телесеріал)
Алькатрас (англ. Alcatraz) — американський науково-фантастичний, драматичний телесеріал, головні ролі в якому виконують Сара Джонс та Хорхе Гарсія. Виробництвом пілотної серії займалася компанія Bad Robot Productions за сценарієм Ліз Сарнофф, Стівена Ліліена та Брайана Вінбрандта. Прем'єра відбулася 16 січня 2012 року. 9 травня 2012 року телеканал Fox оголосив, що не буде продовжувати серіал на другий сезон.

## Сюжет
В Алькатрас направляються офіцер поліції Ребекка Медсен (Сара Джонс) та «хіппі гик» Доктор Дієго Сото (Хорхе Гарсія) — всесвітній експерт по Алькатрасу. Обидва будуть розслідувати появу 302 людини, 46 наглядачів і 256 ув'язнених, в наші дні, після таємничого зникнення п'ятдесят років тому.

## Актори

### Головні
- Сара Джонс — офіцер Ребекка Медсен
- Хорхе Гарсія —  доктор Дієго Сото
- Сем Нілл — агент Емерсон Хаузер
- Парміндер Награ — доктор Люсі Банерджі
- Джонні Койн — наглядач Едвін Джеймс
- Джейсон Батлер Харнера — наглядач І-Бі Тіллер
- Роберт Форстер — Реймонд «Рей» Арчер, колишній наглядач
  - Роббі Амелл — юний «Рей»

### Другорядні
- Леон Ріппі — доктор Мілтон Борегард, головний лікар Алькатрасу
- Девід Гофлін — Томас «Томмі» Медсен, в'язень #2002
- Джеффрі Пірс —  Джек Сільвен, в'язень #2024

### Епізодичні
- Сантьяго Кабрера — офіцер Джиммі Діккенс
- Френк Вейлі — офіцер Донован
- Джим Перрак — наглядач Хастінгс
- Майкл Еклунд — Кіт Нельсон, в'язень #2046
- Ерік Джонсон — Кел Суїні, в'язень #2112
- Тео Россі — Сонні Бернетт, в'язень #2088
- Магершала Алі — Кларенс Монтгомері, в'язень #2214
- Рамі Малек — Вебб Портер, в'язень #2012
- Адам Ротенберг — Джонні Маккі, в'язень #2055

## Критика
На основі двадцяти дев'яти критичних рецензій Metacritic поставив сезону середньозважену оцінку 63 з 100, що означає в цілому позитивний прийом перших епізодів. Два прем'єрні епізоди подивилися в середньому 10,05 мільйонів глядачів у США.

## Епізоди
| Сезон | Кількість епізодів | Прем'єра першого епізоду | Прем'єра останнього епізоду |
| 1     | 13                 | 16 січня 2012            | 26 березня 2012             |